# Ezio Cardi
Ezio Cardi (* 24. Oktober 1948 in Bardolino) ist ein ehemaliger italienischer Bahnradsportler.
Ezio Cardi war neben Giordano Turrini der beste italienische Spezialist für die Kurzzeitdisziplinen auf der Bahn in den 1970er Jahren. Achtmal wurde er zwischen 1970 und 1977 italienischer Meister; fünfmal im Sprint, einmal im 1000-Meter-Zeitfahren sowie zweimal im Tandemrennen. Im Frühjahr 1971 gewann er die Coppa San Geo, eines der wichtigsten Amateurrennen in Italien. Ebenfalls 1971 siegte er im Großen Preis der DDR im Sprint.
1972 startete Cardi bei den Olympischen Spielen in München im Sprint sowie im 1000-Meter-Zeitfahren; im Sprint konnte er sich nicht platzieren, im Zeitfahren belegte er den neunten Platz. Danach wurde er Berufsfahrer und blieb bis 1978 aktiv. Bei den UCI-Bahn-Weltmeisterschaften 1973 errang er im Sprint die Bronzemedaille.
Nach dem Ende seiner Radsport-Karriere im Jahre 1978 eröffnete Ezio Cardi das Fahrradgeschäft „Bici Center“ in seinem Heimatort Bardolino. Er engagiert sich zudem als Betreuer im Radsport wie etwa seit 2011 beim „Mantovani Cycling Team Fontana“.